# Dmitri Iourovski
Dmitri Mikhaïlovitch Iourovski (en russe: Дмитрий Михайлович Юровский, en allemand: Dmitri Jurowski, en anglais: Dmitry Yourovsky), né le 6 novembre 1979 à Moscou, est un chef d'orchestre à la double nationalité russe et allemande, actuel directeur musical et chef d'orchestre principal du Théâtre d'opéra et de ballet de Novossibirsk en Russie.

## Biographie
Dmitri Iourovski est le fils du chef d'orchestre Mikhaïl Iourovski, le petit-fils du compositeur de musique de films de l'époque soviétique, Vladimir Iourovski,, l'arrière-petit-fils du compositeur et chef d'orchestre David Blok (1888-1948), et le frère du chef d'orchestre Vladimir Iourovski (Jurowski) (installé en Allemagne) et de la pianiste Maria Dribinsky née Iourovskaïa.
Il commence le violoncelle à l'âge de six ans à l'école centrale de musique auprès du conservatoire Tchaïkovski de Moscou, mais il doit arrêter l'instrument pour raison de santé. En 1989, la famille émigre en Allemagne, il poursuit ses études à Berlin et Rostock. Il les termine dans la classe de direction d'orchestre de l'Académie de musique Hanns Eisler de Berlin.
Il est assistant de son père pour la préparation de l'enregistrement de Boris Godounov (orchestre symphonique de la radio de Berlin) et en 2004 pour Parsifal au Teatro Carlo Felice de Gênes. En 2005, il commence sa propre carrière de chef d'orchestre, d'abord à l'orchestre de la radio de Munich, puis au Théâtre national de Rome, au Komische Oper, au Teatro Massimo de Palerme, au Teatro Carlo Felice de Gênes, à l'orchestre symphonique de Dresde, à l'orchestre symphonique du Portugal, etc. et au Théâtre Michel (Saint-Pétersbourg).
Le 3 janvier 2011, il est chef d'orchestre du Théâtre royal flamand d'Anvers et de Gand. La même année, il est chef d'orchestre principal de l'orchestre moscovite « la Philharmonie russe»,. En 2015, il est nommé chef d'orchestre principal du Théâtre d'opéra et de ballet de Novossibirsk.